# Simogonius janssensi
Simogonius janssensi är en skalbaggsart som beskrevs av Renaud Maurice Adrien Paulian 1954. Simogonius janssensi ingår i släktet Simogonius och familjen Aphodiidae. Inga underarter finns listade i Catalogue of Life.